# Plenette Pierson
Plenette Michelle Pierson (ur. 31 sierpnia 1981 w Houston) – amerykańska koszykarka, występująca na pozycjach silnej skrzydłowej lub środkowej, trzykrotna mistrzyni WNBA, obecnie asystentka trenerki w zespole Minnesoty Lynx.
16 marca 2019 została asystentką trenerki w zespole Minnesoty Lynx.

## Osiągnięcia

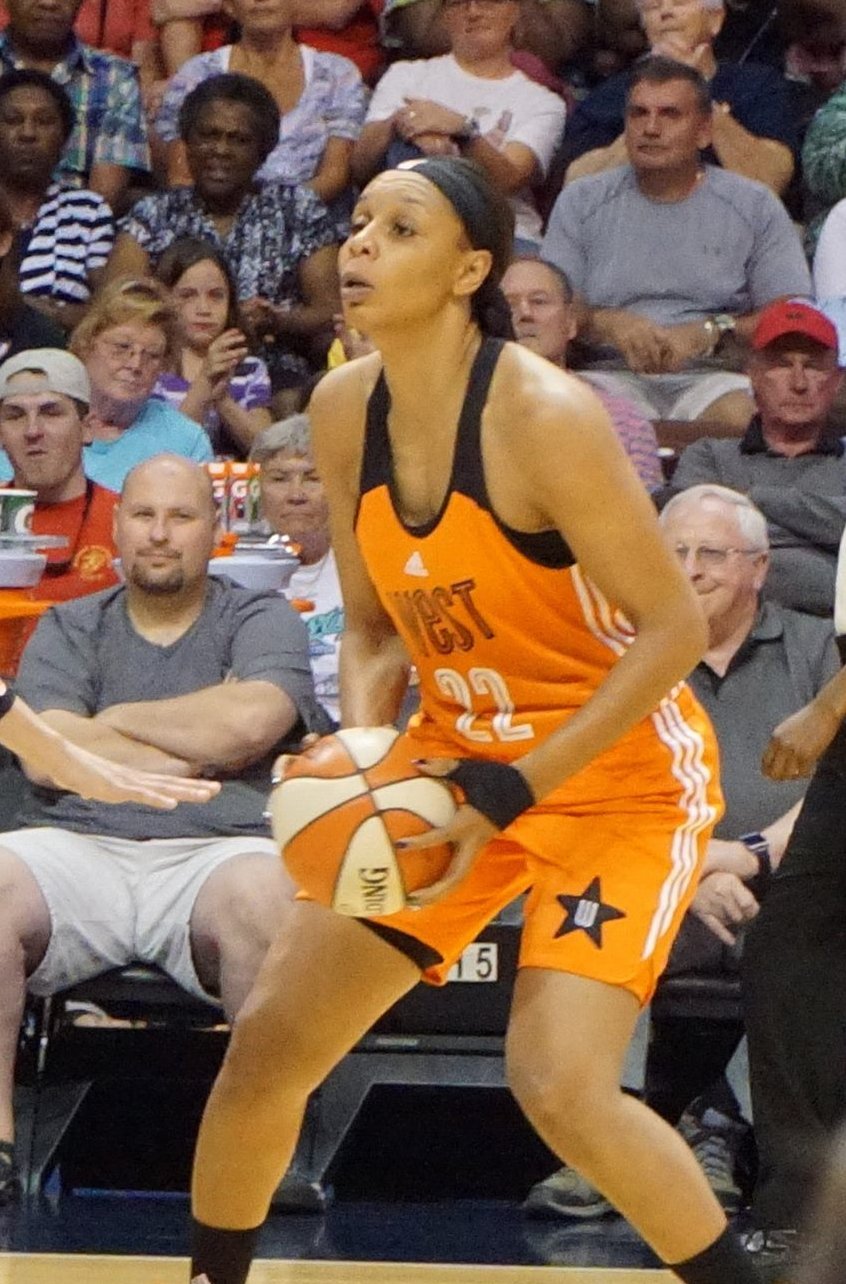
Pierson podczas meczu gwiazd WNBA 2015.

Na podstawie, o ile nie zaznaczono inaczej.
NCAA
- Uczestniczka rozgrywek:
  - Elite 8 turnieju NCAA (2000, 2003)
  - Sweet 16 turnieju NCAA (2000–2003)
- Mistrzyni sezonu regularnego konferencji Big 12 (2000)
- Najlepsza pierwszoroczna zawodniczka Big 12 (2000)
- Zaliczona do:
  - I składu:
    - Big 12 (2003)
    - najlepszych pierwszorocznych zawodniczek Big 12 (2000)

  - II składu Big 12 (2001)
  - III składu All-American (2003 przez Associated Press)

WNBA
- Mistrzyni WNBA (2006, 2008, 2017)
- Wicemistrzyni WNBA (2007)
- Najlepsza rezerwowa WNBA (2007)
- Uczestniczka meczu gwiazd WNBA (2015)

Drużynowe
- Mistrzyni:
  - Izraela (2007, 2012)[3][4]
  - Słowacji (2013, 2014)[5][6]
- Wicemistrzyni Włoch (2015)
- 4. miejsce w Eurolidze (2013)
- Zdobywczyni pucharu:
  - Izraela (2007, 2012)[3][4]
  - Słowacji (2013, 2014)[5][6]
- Finalistka pucharu Turcji (2011)[7]

Indywidualne
(* – nagrody przyznane przez portale eurobasket.com, asia-basket.com)
- MVP sezonu regularnego ligi izraelskiej (2012)*[4]
- Defensywna zawodniczka roku ligi słowackiej (2014)*[6]
- Najlepsza*:
  - zawodniczka zagraniczna ligi izraelskiej (2012)[4]
  - skrzydłowa ligi:
    - izraelskiej (2012)[4]
    - słowackiej (2013, 2014)[5][6]
- Zaliczona do*:
  - I składu:
    - ligi:
    - izraelskiej (2012)[4]
    - słowackiej (2013, 2014)[5][6]
    - zawodniczek zagranicznych ligi:
      - izraelskiej (2012)[4]
      - słowackiej (2013, 2014)[5][6]
      - południowokoreańskiej (2017)[8]

  - składu honorable mention ligi:
    - tureckiej (2011)[7]
    - południowokoreańskiej (2017)[8]
- Liderka ligi izraelskiej w blokach (2007)[3]